# Pan Haidong

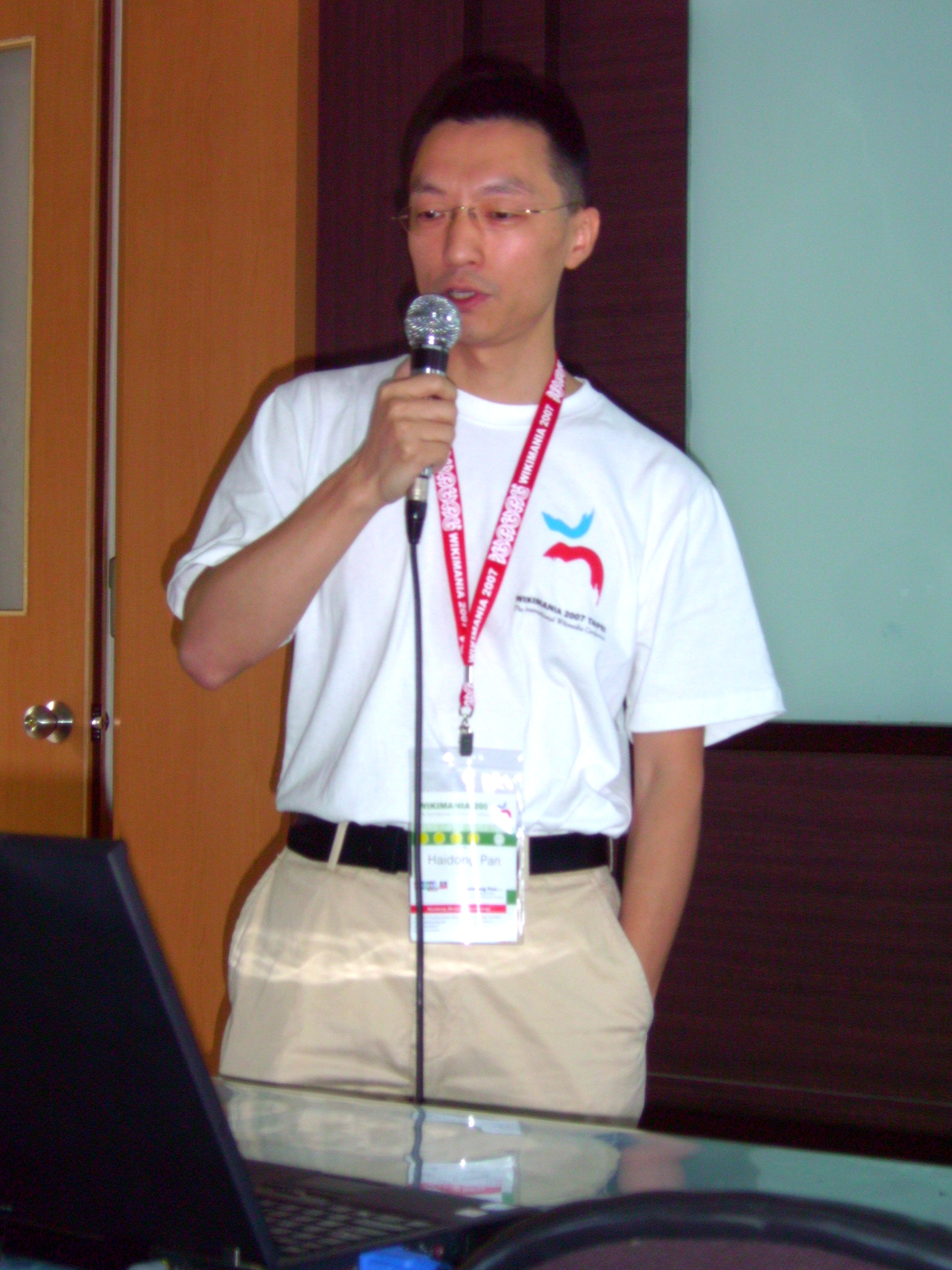
Pan Haidong na Wikimanii 2007

Pan Haidong (chiń. 潘海东; pinyin Pān Hǎidōng; ur. 1974) – chiński biznesmen.
Studiował na Uniwersytecie Nauki i Technologii w Pekinie (1991–1995), następnie zaś na Uniwersytecie Tsinghua (1995–1998). Kształcił się także na Boston University, gdzie w 2002 roku obronił doktorat. 18 lipca 2005 założył opartą na mechanizmie Wiki encyklopedię internetową Hudong. Pełni funkcję jej dyrektora generalnego (CEO).